# St Albans
Pour les articles homonymes, voir St. Albans.
 (décembre 2018).
 (octobre 2021).
St Albans [sənt ˈɔːl.bənz] est la principale ville de la Cité de St Albans dans le Sud du Hertfordshire, en Angleterre, située à 35 km environ au nord de Londres. 
Elle est, sous le nom de Verulanium ou Verulamium, la première cité édifiée le long de la voie romaine allant vers le nord de la Bretagne (Watling Street). Après la fin de la domination saxonne, au milieu du Moyen Âge, une abbaye chrétienne redonne vie au patelin alors abandonné qui prend le nom de Verlamchester ou Wæclingacaester, avant d'être définitivement renommé St Albans.

## Géographie
Le centre historique de St Albans a le statut de cité. 
En dehors du centre historique, St Albans est constituée principalement d'une banlieue pavillonnaire édifiée pour l'essentiel durant l'entre-deux-guerres et après la Seconde Guerre mondiale. Longtemps limitée par la zone d'équilibre péri-urbaine dite Green Belt, l'agglomération tend à s'étendre de nouveau.
Du fait de sa proximité avec Londres, la ville et le district de St Albans (qui inclut Harpenden), a acquis un statut de carrefour routier, où cinq autoroutes convergent, et de ville-dortoir. Une grande partie de la population (20 %) travaille en effet dans la capitale. 

## Toponymie
Sa dénomination saxonne initiale, Verulann(o), altérée par la latinisation en Verulanium ou Verulamium, peut se traduire par « domaine ou espace plat » (lann) irrigué par la rivière : Ver. Le mot ver, warr, wahh... qualifiant la rivière désigne aussi la couleur verte, le gui (plante verte) qui orne les chênes, la pousse ou la force toujours renaissante au printemps (la saison verte). 
L'évolution vers Saint Albans s'explique par l'attribution de l'ensemble du domaine et de son caster ou ses castra (pluriel de caster) protecteur(s) : saint Alban's verulanium, saint Alban's verlancaester... sont éludées et rassemblées en Saint Albans.

## Histoire: les éclipses urbaines
Le territoire actuel de St Albans dans le comté de Hertford est occupé par des Bretons, dont le nom est à l'origine du nom Britannia. Les peuples celtiques précédant les Catuvellauni ou Cassivellauni ont établi leur oppidum à Prae Hill, soit environ à 1 500 m à l'ouest du centre-ville.

### Verulamium brittone et latine
Ce qui ressemble à un abus de langage de l'urbs romaine de Verulamium est en réalité la première installation fortifiée des Bretons conquérants et aménageurs de cette contrée vers 75 av. J.-C., établie sur les berges de la rivière nommée la Ver. La muraille est constituée principalement de silex et de briques : large de plus de deux mètres, elle s'élève au-delà de 5 mètres.
En 54 av. J.-C., Jules César limite les conquêtes de sa seconde campagne en Bretagne à l'oppidum des Cassivellauni, lieu de pouvoir de l'ensemble des Brittons de l'île d'Albion ; ces derniers font acte de soumission et acceptent de payer un tribut annuel à Rome. Après les nouvelles conquêtes de l'empereur Claude en l'an 43, Verulamium, nom latinisé de l'oppidum celte, s'impose. Mais les troubles agraires et les révoltes des années 58-62 conduisent à la destruction partielle par le feu en 61 puis au rasement de la ville en 62 par les tribus commandées par les Iceni de la légendaire reine Boadicée. Partant des rivages méridionaux, les légions romaines s'imposent à la quasi-totalité de l'île en une trentaine de campagnes annuelles. Verulamium, sous égide de l'autorité romaine en Britannia, est reconstruite après 70-80 : elle bénéficie de l'histoire légendaire de sa première soumission et devient le prototype des municipes ou divisions administratives de Bretagne. Le municipium est une ville soumise à l'autorité de Rome et qui participe en droit de la cité romaine, tout en se gouvernant par ses lois propres.
La croissance de Verulamium est importante après l'an 90, elle devient la troisième voire la deuxième cité par taille après la capitale militaire de la Britannia, Londinium. Un camp romain à proximité contrôle une voie romaine secondaire parallèle à la Fosse Way, de direction sud-ouest/nord-est. Elle relie la marche vers les Fens, territoires marécageux des anciens rebelles Iceni vers Danebury, ancien oppidum des Atrébates et Maiden Castle des Durotriges. Les axes marchands mènent surtout à la mer : les mosaïques du site de Verulamium montrent un dieu marin et des coquilles Saint-Jacques.
Un théâtre est construit en 160 puis agrandi au IIIe siècle. Après les troubles des années 250-270, la cité reprend de l'ampleur à l'abri des dévastations côtières. Le soldat Alban perd la vie en prenant la défense d'un prêtre chrétien itinérant persécuté en 287. Une église cénotaphe est érigée en l'honneur du vénérable soldat Alban en 324, puis embellie au cours du IVe siècle.
Pourtant, le déclin de la ville christianisée s'affirme entre 360 et 410. Après le retrait des soldats barbares, la cité, objet de rivalités entre les Saxons d'abord établis sur les rivages de l'Essex, du Sussex et du Wessex dont ils enrichissent les cités portuaires depuis 450, est ruinée. Il ne reste plus qu'une paysannerie dispersée dans les campagnes rattachées à quelques bourgades ou communautés pré-chrétiennes gardiennes de la toponymie et des droits du parcellaire, assujetties à l'autorité des diverses bandes royales. Le village restant près du sanctuaire de Saint-Alban ruiné est abandonné vers 590 après le puissant collapse démographique du VIe siècle.

### Un sanctuaire anglo-saxon devenu abbaye bénédictine
Au milieu du VIIIe siècle apparaît dans cette contrée champêtre et sylvestre une autre peuplade nordique, les Angles du royaume de Mercie. Tout en s'imposant des confins de la Northumbrie à la Cornouaille, en repoussant les Gaels débarqués au Pays de Galles, ils parviennent à éloigner les Saxons solidement installés à proximité des rivages. Ils administrent avec patience la contrée, y rendent la justice via un ealdorman ou comte qui, s'installant sur le gué du cerf, Heorutford, gère aussi les importantes foresta, lieux de chasse sacrés et royaux. Il administre également les impôts fiscaux du territoire circonscrit.
Une église dédiée à saint Michel, archange protégeant les guerriers de la mort, est édifiée sur place avec les restes des éléments urbains, en particulier les briques de Verulamium. Les territoires du Hertford sont trop proches des terres saxonnes pour ne pas être mis en situation défensive. Avec ténacité, le roi de Mercie, Offa soumet les peuples ennemis et impose sa souveraineté à ce qui deviendra toute l'Angleterre. Trois ans avant sa mort, il fonde en 793, un monastère bénédictin qui peut aussi gérer le pays en accord avec les communautés chrétiennes rattachées à l'évêché de Canterbury. Les moines s'établissent prudemment à distance du sanctuaire de Saint-Alban, sur l'autre rive de la Ver où s'élevait un castrum romain sur la colline à l'est de la ville romaine. Leur communauté de Verlamchester ou Wæclingacaester croît en importance, récupère les reliques de Saint-Alban dans un tombeau placé au cœur de l'église mais se détériore et tombe dans la décadence en conséquences des guerres contre les Danois. Le Hertford est à la ligne de démarcation floue entre le royaume viking d'York (Danelag) du nord-est et le royaume résistant du Wessex, lointain héritier du royaume hégémonique de Mercie en voie de constituer l'Angleterre. Vers 940, l'abbaye n'est plus qu'un repère de moines brigands, de paysans forbans, de soulards et de prostituées.
Les rois d'Angleterre, danois ou anglo-saxons, restaurent autoritairement la bonne vie religieuse et administrative du centre religieux ruiné. Mais les fonds manquent pour une efficace reconstruction des bâtiments délabrés. Divers indices montrent cependant que l'édifice d'origine est construit plus haut sur la colline, et l'on pense aujourd'hui qu'il y a eu plusieurs abbayes successives jusqu'aux premières constructions de l'édifice actuel, en 1077.

### Une puissante abbaye normande

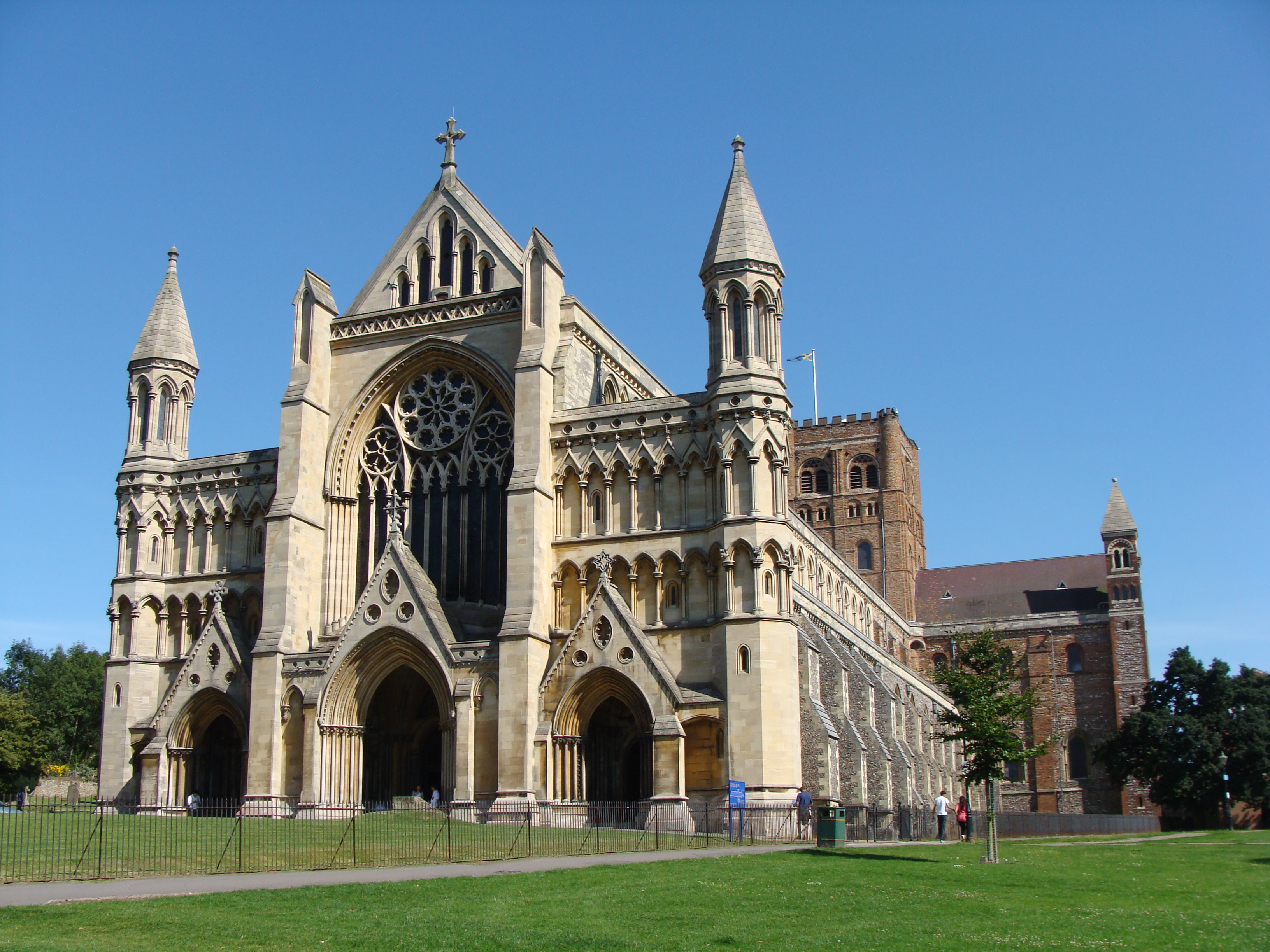
Église cathédrale et abbatiale Saint-Alban.

Son prestige est rehaussé après la conquête normande. Paul de Caen accède à l'abbatiat de Saint Albans. L'église abbatiale est entièrement reconstruite sous sa direction après 1077 dans un style normand, notamment les arcs de fenêtre en plein cintre, puis roman au cours des décennies suivantes. L'ensemble monastique somptueux, enrichi de peinture murale au XIIIe siècle puis d'arcs brisés au XIVe siècle atteste la richesse et l'importance primordiale de l'abbaye normande d'Angleterre.
Les abords de l'ancienne voie romaine sont devenus un chemin religieux vers les land's end ou finistère, y compris ceux de Saint-Michel ou Saint-Jacques-de-Compostelle. Les religieux normands savent exploiter leur position idéale pour organiser les pèlerinages vers la mer.
Une école d'historiographie illustrée par les chroniqueurs Roger de Wendover († 1236) et John Wheathampstead voit le jour sur le territoire de l’ancienne abbaye bénédictine anglo-saxonne, reconstruite entièrement par les abbés normands. Un bourg médiéval d'abord très modeste s'étend autour du monastère. Prétextant que c'est à cet emplacement que saint Alban, le premier martyr chrétien et saint céphalophore de Grande-Bretagne, est décapité vers l'an 287, l'abbaye et le bourg se dénomment désormais Saint-Albans.
L'abbaye est un temps la plus considérable d'Angleterre. Son prestige explique son rôle d'arbitre dans le long conflit entre le Roi et les barons, la première version de la Magna Carta concédée par le roi Jean y est rédigée sous la surveillance du scriptoria. Le centre religieux attire les prétentions des belligérants lors du conflit ou guerre civile des Deux-Roses. Deux grandes batailles, dans d'épouvantables bains de sang, ont lieu à proximité:
- le 22 mai 1455, la victoire yorkiste chasse Henri VI et les partisans royaux.
- le 17 février 1461, les partisans lancastriens prennent leur revanche sur la rose blanche de York.

Le bourg qui dispose de sa tour horloge en 1412 reste modeste, elle fait sonner régulièrement les heures de 4 heures du matin à 8 heures 30 du soir, ses marchés ont lieu le mercredi : ce n'est qu'un lieu de pèlerinage, et une étape depuis Londres vers le nord, ce qui explique encore aujourd'hui le nombre d'auberges qui s'y trouvent, et dont la plupart remontent à l'époque des Tudor. Le prieuré de Saint-Michel reçoit une chaire en bois.

### Une modeste ville anglaise
La chapelle cathédrale de l'abbaye devient simple église paroissiale après 1540. La dispersion de l'ordre bénédictin réalisée en 1535 et la sécularisation des biens monastiques de Saint Albans en 1536 enlèvent le prestige religieux à la bourgade. Nobles et bourgeois fortunés achètent les biens que l'État confiscateur a mis en vente. Les plus riches accaparent et rentabilisent ainsi les meilleures terres, dévaluant le statut des fermiers et chassant les pauvres paysans vivant de la générosité des domaines monastiques. Ils revendent parfois les biens immobiliers en petit lot avec profit. Les anciens pigeonniers de l'abbaye médiévale de forme octogonale sont transformés en une petite auberge vers 1550, à l'origine d'un des plus vieux pubs d'Angleterre, le Ye olde fighting cocks.
En 1590, les habitants de la petite bourgade n'ont qu'un vague souvenir du prestigieux sanctuaire et des pèlerinages catholiques animant les auberges. Les humanistes anglicans de passage qui réinventent un passé nourri de mythes littéraires constatent avec horreur que la population à moitié paysanne n'a aucune idée de la splendeur de la Verulamium romaine, dont le nom même leur est inconnu.
Le juriste et homme d'État retiré à proximité des terres de sa famille en Hertford, mais expérimentateur accaparé par la physique et la philosophie naturelle, sir  Francis Bacon (1561 † 1626) réside dans la modeste bourgade désanctuarisée. Son tombeau monumental est demeuré dans l'église Saint-Michel.

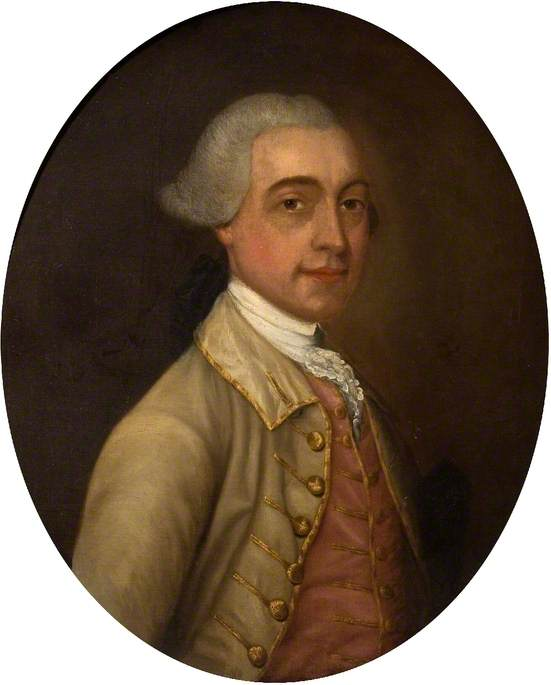
Joseph Gape (1720–1801)
par Gainsborough
St Albans Museum

Joseph Gape (1720–1801), avocat, fut 3 fois maire de St Albans en 1746, 1761 et 1797.
D'une manière générale, St Albans reste une petite ville provinciale jusqu'au début du XXe siècle.
Mais les lents progrès de la démocratie britannique au XIXe siècle conduisent à un redéploiement des centres de gestion et de vote au sein des comtés. Autrefois appelée The Cathedral and Abbey Church of St Alban avec sa nef de 84 mètres, l'église de la paroisse acquiert le statut de cathédrale de St Albans en 1877 lors de l'octroi du statut municipal. Ce statut de cité confirme l'essor de la ville industrielle, spécialisée dans les instruments de musique et l'instrumentation notamment horlogère, la confection et la bonneterie, l'imprimerie et les produits pharmaceutiques.

### Une ville anglaise entreprenante à la redécouverte de son passé
Durant l'entre-deux-guerres, Saint Albans, à une heure de route de Londres, devient un centre important de l'industrie de construction électrique et aéronautique, comptant 25 000 habitants dès 1922. L'accroissement de la ville amène les édiles à se poser la question des ruines antiques souvent mise au jour, un périmètre transformé en parc est fouillé au cours des années 1930. Les archéologues en font surgir des vestiges brito-romains explicites ainsi qu'un amphithéâtre et surtout un théâtre, un des six découverts en Angleterre. Les fouilles archéologiques qui extirpent le passé oublié de l'antique cité de Verulamium sont reprises après les lentes restaurations d'après-guerre vers 1950.
Dans l'après-guerre, la ville s'accroît énormément du fait de l'exil de la population de la proche banlieue londonienne (Greater London) qui est accompagné politiquement par la création des villes nouvelles. St Albans compte 52 500 habitants en 1962 et de l'ordre de 51 000 habitants dans une agglomération proche de 125 000 habitants en 1990.

## La ville actuelle
La ville attire aujourd'hui de nombreux touristes fascinés par le mélange de styles qui se déploient sur les principaux édifices historiques.
Le musée de Vérulamium sur la place de l'église Saint-Michel permet d'observer de splendides collections romaines, des urnes funéraires aux cercueils de plomb en passant par les ferronneries et pièces de poteries, de céramiques et d'orfèvrerie, les mosaïques de pavement aux figurations sylvestres, ripuaires ou marines, illustrant le Dieu de la mer et la chasse au lion. L'enceinte romaine de la cité est préservée à hauteur de l'ancienne porte de Londres ou London Gate. L'ensemble du site de Verulamium doit sa lisibilité au parc de stationnement qui, au voisinage de la rue haute ou High Street, jouxte l'église Saint-Michel d'un côté et les vestiges du théâtre romain de l'autre côté. Au sud-ouest du musée, les fondations préservées d'une villa brito-romaine dévoilent les restes d'un hypocauste. L'église Saint-Michel recèle un piédestal reconstitué de plus de 2000 fragments.
L'ancien ensemble abbatial devenu cathédrale possède un clocher du XVe siècle, dont la forme ne se trouve qu'en deux exemplaires en Angleterre.
L'une des rues qui entrent à St Albans s'appelle Holywell Hill : une légende rapporte que la tête de saint Alban, décapité, roula jusqu'à tomber dans un puits (well en anglais) ; selon une variante, une source se serait mise à couler à l'endroit où la tête aurait cessé de rouler.
Les vieilles écoles de St Albans, situées à l'ouest de l'abbaye et qui entourent l'arche anglo-normande, auraient été ouvertes en 948, après le relèvement de la vie abbatiale. C'est le seul séminaire d'Angleterre qui ait jamais formé un pape. Le siège épiscopal de St-Albans et du Hertford qui abrite une copie de la Magna Carta se dresse le long de la rue qui relie les écoles et l'abbaye à l'ancienne Verulamium, préservée sous forme de parc de stationnement, et qui est appelée Abbey Mill Lane. En particulier, le pub Ye Olde Fighting Cocks se trouve au bout de la rue, en direction de Verulamium.
Depuis 1963, St Albans accueille tous les deux ans le Festival international d'orgue de St Albans, au cours duquel a lieu l'un des plus prestigieux concours d'orgue au monde.
St Albans est le siège de la Campaign for Real Ale (CAMRA), une organisation indépendante de consommateurs de bière britannique.

## Personnalités natives ou attachées
- Jez Butterworth, dramaturge et cinéaste
- Paul Cattermole, chanteur et ancien membre du groupe S Club 7
- Paul de Caen, abbé de la reconstruction normande de l'abbatiale Saint Albans
- Roger of Wendover, historiographe anglais mort en 1236.
- Jean de Saint Albans, médecin et théologien anglais, mort en 1254.
- Jean de Mandeville, natif de St. Albans, mort en 1372.
- John Wheathampstead, abbé de Saint Albans mort en 1469.
- Matthieu Paris, moine chroniqueur et artiste de Saint Albans
- Thomas Walsingham, moine chroniqueur et historiographe de Saint Albans
- Francis Bacon, homme d'État et philosophe
- Roughton 'Rou' Reynolds, chanteur du groupe Enter Shikari
- Liam 'Rory' Clewlow, guitariste du groupe Enter Shikari
- Chris 'Batty C' Batten, bassiste du groupe Enter Shikari
- Rob Rolfe, batteur du groupe Enter Shikari
- Stephen Hawking, célèbre scientifique
- Tim Sherwood, ancien footballeur anglais.
- Adam Lallana, footballeur anglais.
- Jim Rodford, bassiste anglais.

## Jumelages
St Albans est jumelée avec :

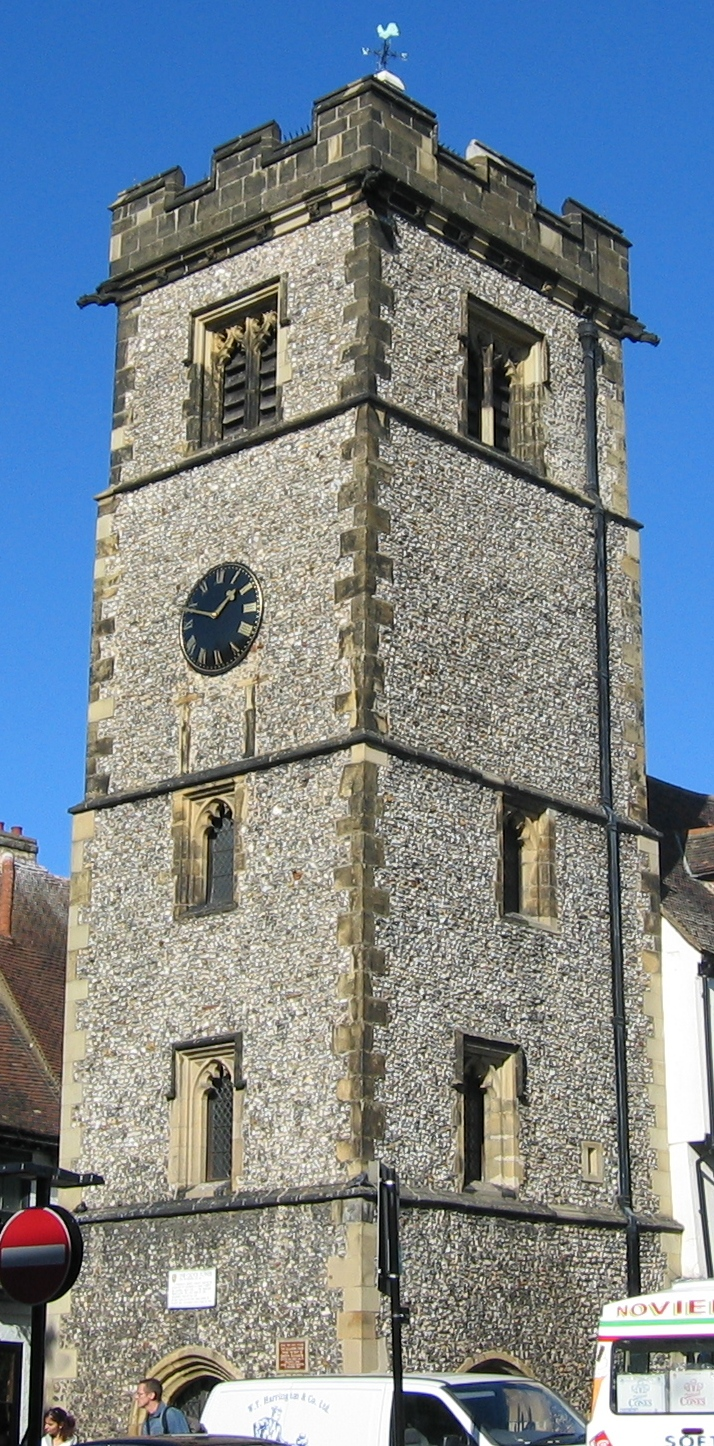
La tour de l'horloge date du XV.

- Alzey (Allemagne) depuis 1963. Initialement avec Harpenden.
- Boissy-sous-Saint-Yon (France). Initialement avec Colney Heath.
- Saint-Yon (France). Initialement avec Colney Heath.
- Cosne-Cours-sur-Loire (France). Initialement avec Harpenden.
- Fano (Italie) depuis 1998
- Nevers (France) depuis 1974
- Nyíregyháza (Hongrie) depuis 1994
- Odense (Danemark) depuis 1948
- Sylhet (Bangladesh) depuis 1988. Pacte d'amitié.
- Worms (Allemagne) depuis 1957

En outre, St Albans parraine :
- HMS St Albans (F83)